# 虹之松原

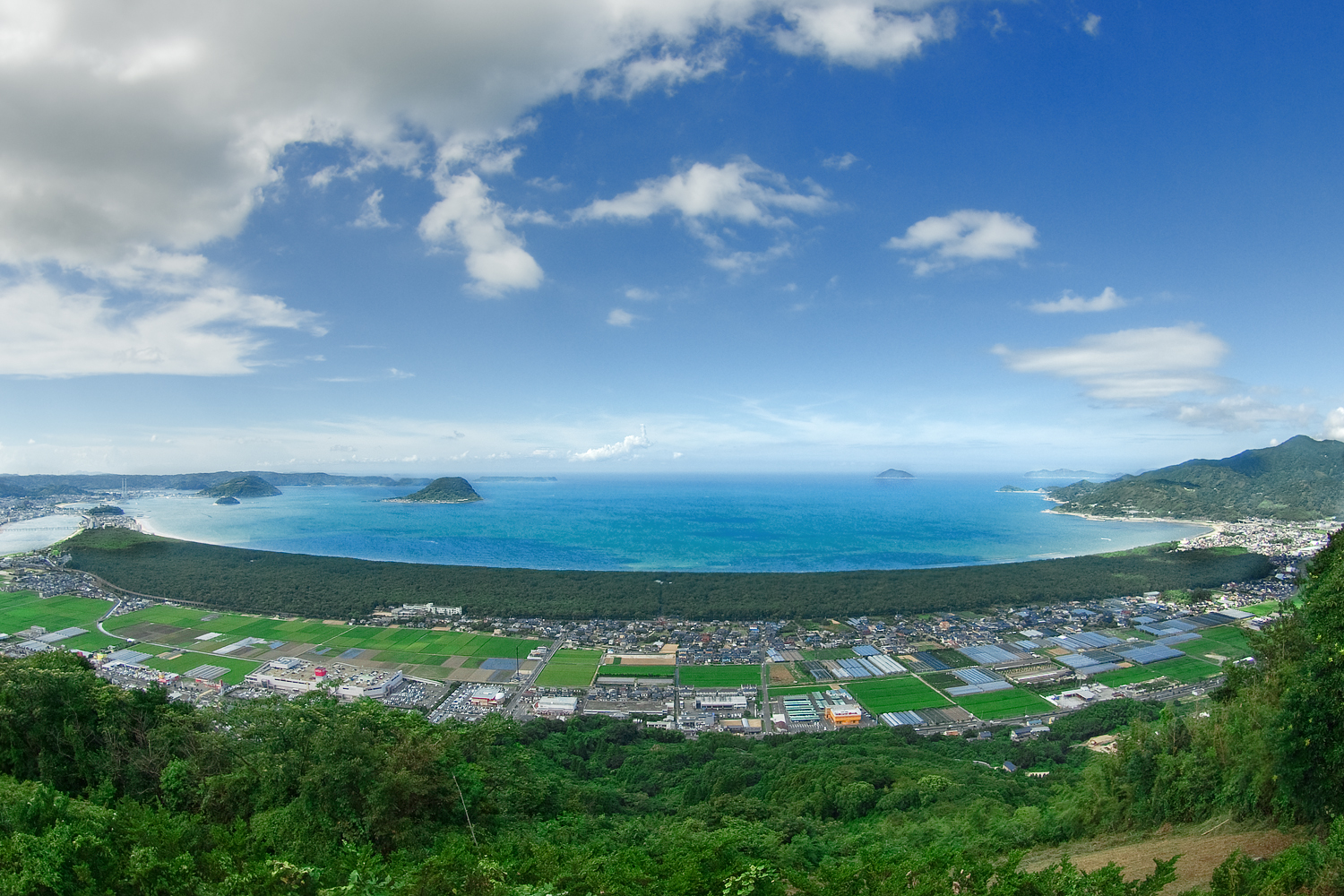
自鏡山瞭望台看到的虹之松原全景

虹之松原是位於日本佐賀縣唐津市唐津灣沿岸的松原，被選為日本三大松原之一，也是玄海國定公園的一部分。虹之松原長約5公里，和海水浴場鄰接。

## 外部連結
- 1977年4月、第80回国会農林水産委員会（虹の松原のマツクイムシ被害が取り上げられた）

33°26′38.6″N 130°00′48.8″E / 33.444056°N 130.013556°E